# Mas Mallorquinet
El Mas Mallorquinet és una masia de Fornells de la Selva (Gironès) inclosa a l'Inventari del Patrimoni Arquitectònic de Catalunya. Antigament fou conegut com a Mas Sobirà i Mas Sa Rovira, i el nom actual prové dels masovers que hi visqueren als segles xviii i xix.

## Història
El 1290, l'abadessa Cecília de Sant Daniel establí en emfiteusi a Pere Feliu de Pla una feixa situada a l'indret de Rovira de Rosar.
El 1357, era propietat d'Arnau de Rovira, casat amb Antiga, i el 1409, Nicolau Rovira cabrevà un camp per l'Almoina. El 1554, Miquel Sampsó establí el mas en emfituesi a Joan Sobirà, notari de Girona.
Al segle xviii, era propietat de Josep Francesc de Móra i Catà (1694-1762), que el 1749 va rebre de mans de Lluís XV el títol de marquès de Llo, població de l'Alta Cerdanya. El succeí el seu fill Domènec Feliu de Móra i d'Areny (1731-1792), segon marquès de Llo, i aquest pel seu fill Joaquim Domènec de Móra i de Peguera, tercer marquès de Llo, que el 1855 es va casar en segones noces amb Melciora de Foixà i de Garma (†1861). El matrimoni no tingué fills i el mas passaria a mans de la neboda de Melciora, Dolors d'Alemany i de Foixà, i d'aquesta al seu nebot Trinitat d'Alemany i Font, que el 1911 el vengué a Jaume Brugué i Coll.

## Descripció
És un edifici de forma basilical amb la façana principal arrebossada i pintada de blanc. No hi han molts elements des del punt de vista arquitectònic. A la façana principal hi ha un portal rectangular on hi ha en la llinda la data de 1822. Hi han annexes més moderns i al costat un edifici auxiliar d'una sola vessant.